# レイモンド綜合設計
レイモンド綜合設計(れいもんどそうごうせっけい)は、千葉県北東部を中心に商業施設及び医療施設の設計、デザイン、建築施工、内装工事を主業務にしている企業。ここ数年で子会社を設立しており、新規事業への投資も積極的に行っている。

## 沿革
- 1997年4月-千葉県松戸市にて、レイモンド綜合設計を設立
- 1998年
  - 9月-千葉県知事登録
  - 10月-本店住所を松戸市秋山に変更
- 2000年4月-本店住所を市川市堀之内3丁目18番25号に変更
- 2002年8月-株式会社に組織変更
- 2005年6月-東京営業所を開設
- 2007年
  - 4月-資本金を3,000万円に増資
  - 11月-資本金を3,300万円に増資
- 2008年12月-資本金を4,000万円に増資し子会社の（旧）レイモンドコーポレーションと合併
- 2010年10月-社名を株式会社レイモンドコーポレーションに変更

## 関連会社
- レイモンドコーポレーション